# Podgorje Bednjansko
Podgorje Bednjansko is een plaats in de gemeente Bednja in de Kroatische provincie Varaždin. De plaats telt 27 inwoners (2001).